# Leptostylus poeyi
Leptostylopsis poeyi là một loài bọ cánh cứng trong họ Cerambycidae.